# Weekend Music
Weekend Music er det tredje studiealbum fra Kim Larsen & Kjukken, udgivet i 2001. Albummet har solgt 35.0000 eksemplarer.

## Spor
| #   | Titel                                     | Tekst                     | Musik                                                            | Længde |
| --- | ----------------------------------------- | ------------------------- | ---------------------------------------------------------------- | ------ |
| 1.  | "Ring My Bell"                            | Kim Larsen                | Larsen                                                           | 2:50   |
| 2.  | "There But For Fortune"                   | Phil Ochs                 | Ochs                                                             | 3:40   |
| 3.  | "Voulez-Vous Coucher (Beaucoup Danois 1)" | Larsen                    | Larsen, Henning Pold, Karsten Skovgaard, Mikkel "Ørva" Håkonsson | 3:30   |
| 4.  | "Wait A While"                            | Larsen                    | Larsen                                                           | 2:50   |
| 5.  | "Mamma May"                               | Larsen                    | Larsen, Skovgaard                                                | 2:50   |
| 6.  | "Little Richard"                          | Larsen                    | Larsen, Skovgaard                                                | 3:00   |
| 7.  | "O.K. Paisà'"                             | Nicola "Nisa" Salerno     | Peter Van Wood                                                   | 3:00   |
| 8.  | "Silver Dagger"                           | Trad.                     | Trad.                                                            | 3:40   |
| 9.  | "Betty B.I.F."                            | Larsen, Jesper Rosenqvist | Larsen                                                           | 3:00   |
| 10. | "Hush Little Baby"                        | Trad.                     | Trad.                                                            | 2:50   |
| 11. | "Voulez-Vous Coucher (Beaucoup Danois 2)" | Larsen                    | Larsen, Pold, Skovgaard, Ørva                                    | 3:50   |
| 12. | "Warum"                                   | Larsen, Kjukken           | Larsen, Kjukken                                                  | 1:00   |
| 13. | "Come"                                    | Larsen                    | Larsen                                                           | 3:35   |

## Personel

### Musikere
- Kim Larsen – vokal, guitar
- Karsten Skovgaard – guitar, kor
- Bo Gryholt – bas, kor
- Jesper Rosenqvist – trommer, kor

Yderligere musikere
- Zididada - guitar, kor (3)
- Erik Fryland - programmering (3)
- Stine Frandsen - kor (4, 5)
- Trille Palsgaard - kor (4, 5)
- Stina Stina - kor (6)
- Chief 1 - alle instrumenter (7)
- Steen Svare - guitar (10)
- Niels Brachi - bas (10)
- Gert Smedegård - trommer (10)
- Christian Hermansen - horn (10)
- Hans Nybo - horn (10)
- Kasper Fredholm - horn (10)
- Esben Just - keyboards (11)
- Elith "Nulle" Nykjær - klarinet (11)

### Produktion
- Poul Bruun - producer (1-6, 8, 9, 12, 13)
- Erik Fryland - producer (3)
- Chief 1 - producer (7)
- Kim Hyttel - producer (10, 11)
- Lars Overgaard - teknik, mix
- Nikolaj Vinten - mastering
- 1, 2, 4-6, 8, 9, 12 og 13 er indspillet i Medley Studio, 27. juni 2000